# Droga krajowa 93
Die Droga krajowa 93 (DK 93) ist eine polnische Landesstraße im äußersten Nordwesten der Woiwodschaft Westpommern. Sie trägt die klassifizierende Bezeichnung erst seit dem 1. Januar 2007. Mit ihrer Gesamtlänge von 14 km ist die DK 93 eine der kürzesten Landesstraßen in Polen und stellt lediglich eine weitläufige Umfahrung der verkehrsreichen Droga krajowa 3 in der Stadt Świnoujście (Swinemünde) dar. Seit dem 30. Juni 2023 führt die DK 93 durch den Swinetunnel.
Der Grund der Einstufung als Droga krajowa liegt auch in der Eröffnung des Grenzübergangs zwischen dem polnischen Ortsteil Wydrzany (Friedrichsthal) von Świnoujście und dem deutschen Ort Garz. Dadurch wird eine zweite Straßenverbindung zwischen dem deutschen und polnischen Teil der Insel Usedom (polnisch: Uznam) geschaffen, neben der Grenzübergangsstelle zwischen Ahlbeck und Świnoujście, die im Jahr 2008 um die wiederhergestellte Bahnstrecke Ahlbeck–Świnoujście ergänzt wurde. Durch den Grenzübergang bei Garz besteht für Świnoujście auch eine vorteilhafte Anbindung an den Regionalflughafen Heringsdorf bei Garz.
Mit der Eröffnung der Grenzübergangsstelle Świnoujście/Garz wurde auch der durchgehende Straßenverlauf der bis 1945 bestehenden ehemaligen Reichsstraße 110 wiederhergestellt. Dieser verläuft heute – von Rostock kommend – als Bundesstraße 110 bis zur deutsch-polnischen Staatsgrenze und auf polnischer Seite als Droga krajowa 93 bis nach Swinemünde.

## Straßenverlauf
Powiat Grodzki Świnoujście (Stadtkreis Swinemünde)
- Polnisch-deutsche Grenze
- Świnoujście (Swinemünde)
  - Świnoujście-Zachodnie (Sw.-West)

~ Świna (Swine) ~ (mit Autofähre, ein 1,76 km langer Tunnel, der Swinetunnel,  unter dem Fluss wurde am 30. Juni 2023 eröffnet)
- - Świnoujście-Ognica (Sw.-Werder)
  - Świnoujście-Przytór (Pritter)
  - Świnoujście-Łunowo (Haferhorst) (Anschluss:  )